# 資金決済に関する法律
資金決済に関する法律（しきんけっさいにかんするほうりつ、平成21年6月24日法律第59号）は、商品券やプリペイドカードなどの金券（電磁化された電子マネーを含む）による前払式支払手段、銀行業以外による資金移動業、暗号資産（いわゆる仮想通貨）の交換、ならびに資金清算業に関する日本の法律である。略称は資金決済法。

## 主務官庁
- 金融庁総合政策局リスク分析総括課フィンテック参事官室[1][2]

## 経緯
情報革命の進展に伴い、付加価値通信網による電子決済が普及すると、事業者が受け取った資金の保全等について法整備をする必要が生じた。銀行がインターネットバンキングで担いきれないクレジットカードや電子マネーを用いた決済事業は、いまや十分に拡大して保護に値する社会的地位を占めた。
一方、かねてより銀行法で、為替取引が銀行の固有業務として独占業務となっていたことが批判されており、電子決済の為替取引に該当する可能性が指摘されると、銀行・決済業者が明確な線引きで住み分ける必要も生じた。外国人労働者の海外送金を処理する必要も相まって、2007年（平成19年）から金融庁は検討を重ねた。利用者保護規定を盛り込み、利便性の向上を目的とする改正法案が提出された。改正法 は、第171回国会の2009年（平成21年）6月17日に成立し、2010年（平成22年）4月1日に施行した。
第190回国会には、情報通信技術の進展に伴い、新たに生まれた暗号資産（いわゆる仮想通貨）について、暗号資産交換業者に対する登録制の導入などについて定める改正法案が提出された。改正法 は、2016年（平成28年）5月25日に成立し、2017年（平成29年）4月1日に施行した。

## 資金移動業者
決済事業の軸となる、クラウドコンピューティングで管理された電子マネーは、前払式証票規制法の適用外となっていたので、資金決済法で規制するようにし、前払式証票規制法を廃止した（クラウドコンピューティング以外で管理された電子マネーは、前払式証票規制法の適用対象となっていた。）。資金移動業者は送金上限金額によって第1種から第3種までに分類される（36条の2）。
為替取引については、銀行以外で、金融庁長官（内閣総理大臣からの権限委任による）の登録を受けた業者を資金移動業者（37条）と定めた。登録に際しては適正な運営のために必要な財産的基礎や、規定を遵守するために必要な体制の整備、他に行う事業が公益に違反しないかなどの要件について審査する（40条）。
資金移動業の業務範囲は無制限で、為替取引以外も兼ねることができる。必要な措置を講じれば、コルレス業務のような第三者への資金移動も営める。とはいえ、資金の保全については、履行保証金の供託（43条）や履行保証金保全契約（44条）、履行保証金信託契約（45条）など、送金途上にある資金と同額の資産を保全することの義務付けを中心とした規制をすることで、銀行に課せられる厳格な規制に代替し、最低資本金に相当する最低履行補償額が1000万円と定められており（施行令14条）、敷居はそれなりに高い。また間接金融は許されず、同じく出資法に抵触しないよう、利用者に対して利息を付すことも不可である。なお日々の決済業務で使用される資金移動業者の供託資産以外の資金プールは、銀行等に対する預貯金でも足るとされているが、利用者からの預かり資産保全の大義の実現のため、その全額が保証される決済用預金（当座預金または決済用普通預金）が使用される。
資金移動業者には情報安全管理義務（49条）、委託先に対する指導義務（50条）、銀行との誤認防止などの利用者保護等に関する措置（51条）が課せられるとともに、帳簿書類の作成・保存（52条）、報告書の作成・提出（53条）などが定められている。資金移動業者は金融ADRの対象となるため、指定資金移動業務紛争解決機関との契約を締結する義務がある（51条の4）。
資金移動業者は銀行同様に、犯罪収益移転防止法における特定事業者として、資金洗浄（マネーロンダリング）対策としての規制が及ぶ（犯罪収益移転防止法2条2項31号）。個別の取引からその傾向を分析するような監視を常に行い、不審な取引を金融庁に報告するよう決められている。また本人確認を行う義務を負うが、実際には規制の中でも特に難しいとされる。移動体通信事業者ならノウハウを蓄積しているために参入が比較的容易であるという。

## 資金清算機関
資金清算業とは、為替取引に係る債権債務関係の清算のため、銀行等の間で生じた為替取引に基づく債務を負担することを業として行うことであり、金融庁長官（内閣総理大臣からの権限委任による）の免許を受けた業者を資金清算機関（64条）と定めた。但し、日本銀行や市中銀行等は、同様の機能を行うことが認められるため、資金清算業に関して免許を要しない。
資金清算機関は、ある清算参加者（相手方となる銀行等）の破綻が、他の清算参加者に波及しないよう、銀行等の間の資金決済に係るリクスを集中的に負担するものであり、その業務が適切に遂行されない場合には、資金決済に多大な支障を来すおそれがある。そのため、資金清算機関は、業務方法書の定めに従って資金清算業を行うことが求められ（71条）、また業務方法書において決済の方法を定めることで（73条）、清算参加者の破産手続開始の決定がなされた場合であっても、資金清算業の法的安定性の向上が図られるようになっている。
資金清算業の業務には制限があり、原則として、他業との兼業が禁止されるが、金融庁長官の承認があれば可能となる（69条）。また同様の承認により、資金清算業の一部を第三者に委託することも可能となる（70条）。
資金清算機関には秘密保持義務（74条）、差別的取り扱いの禁止（75条）が課せられるとともに、帳簿書類の作成・保存（78条）、報告書の作成・提出（79条）などが定められている。

## 電子決済手段
資金決済法における電子決済手段（）は通貨に準ずる機能を持つ電子的な通貨建資産である。
資金決済法は4類型の電子決済手段を認めている。以下はその一覧である：
- 1号電子決済手段
- 2号電子決済手段
- 3号電子決済手段（特定信託受益権）
- 4号電子決済手段

## 暗号資産に対する規制
第2条第5項で「暗号資産」を
- 物品を購入し、若しくは借り受け、又は役務の提供を受ける場合に、これらの代価の弁済のために不特定の者に対して使用することができ、かつ、不特定の者を相手方として購入及び売却を行うことができる財産的価値（電子機器その他の物に電子的方法により記録されているものに限り、本邦通貨及び外国通貨並びに通貨建資産を除く。次号において同じ。）であって、電子情報処理組織を用いて移転することができるもの（第1号）
- 不特定の者を相手方として前号に掲げるものと相互に交換を行うことができる財産的価値であって、電子情報処理組織を用いて移転することができるもの（第2号）

と定義している。
第2条第7項で「暗号資産交換業」を
- 暗号資産の売買又は他の暗号資産との交換（第1号）
- 前号に掲げる行為の媒介、取次ぎ又は代理（第2号）
- その行う前二号に掲げる行為に関して、利用者の金銭又は暗号資産の管理をすること。（第3号）

のいずれかを業として行うことと定義している。
暗号資産交換業について内閣総理大臣の登録制を導入し（第63条の2）、情報の安全管理、利用者の保護、紛争解決機関との契約義務などの業務について定める（第3章の2第2節）とともに、帳簿書類の作成・保存、報告書の作成・提出、金融庁による立入検査等などの監督について定めている（第3章の2第3節）。暗号資産交換業も犯罪収益移転防止法における特定事業者となる（犯罪収益移転防止法2条2項32号）。
改正法 附則第8条では、改正法の施行の際現に暗号資産交換業を行っている者は、登録の拒否か廃止命令がなければ施行後6月間引き続きその暗号資産交換業を行うことができ、その期間内に登録の申請をしたときは、登録か登録の拒否の処分があるまでその暗号資産交換業を行うことができることが定められた（みなし暗号資産交換業者）。
また、資金決済法で暗号資産（いわゆる仮想通貨）の法的地位が明確にされたことが、2017年（平成29年）の日本での暗号資産（仮想通貨）の盛り上がりにつながったとする見方もある。

## 構成
- 第1章 総則（第1条・第2条）
- 第2章 前払式支払手段
  - 第1節 総則（第3条・第4条）
  - 第2節 自家型発行者（第5条・第6条）
  - 第3節 第三者型発行者（第7条―第12条）
  - 第4節 情報の提供、発行保証金の供託その他の義務（第13条―第21条の2）
  - 第5節 監督（第22条―第29条）
  - 第6節 雑則（第29条の2―第36条）
- 第3章 資金移動
  - 第1節 総則（第37条―第42条）
  - 第2節 業務（第43条―第51条の2）
  - 第3節 監督（第52条―第58条）
  - 第4節 雑則（第59条―第63条）
- 第3章の2 暗号資産
  - 第1節 総則（第63条の2―第63条の7）
  - 第2節 業務（第63条の8―第63条の12）
  - 第3節 監督（第63条の13―第63条の19）
  - 第4節 雑則（第63条の20―第63条の22）
- 第4章 資金清算
  - 第1節 総則（第64条―第68条）
  - 第2節 業務（第69条―第75条）
  - 第3節 監督（第76条―第82条）
  - 第4節 雑則（第83条―第86条）
- 第5章 認定資金決済事業者協会（第87条―第98条）
- 第6章 指定紛争解決機関（第99条―第101条）
- 第7章 雑則（第102条―第106条）
- 第8章 罰則（第107条―第118条）
- 附則